# Szentkirályszabadja flygplats
Szentkiralyszabadja är en flygplats i Ungern. Den ligger i den västra delen av landet, 90 km sydväst om huvudstaden Budapest. Szentkiralyszabadja ligger 280 meter över havet.
Terrängen runt Szentkiralyszabadja är huvudsakligen platt, men söderut är den kuperad. Runt Szentkiralyszabadja är det ganska tätbefolkat, med 160 invånare per kvadratkilometer. Närmaste större samhälle är Veszprém, 4,6 km väster om Szentkiralyszabadja. Omgivningarna runt Szentkiralyszabadja är en mosaik av jordbruksmark och naturlig växtlighet.